# حاج علیلو
سردار قره داغی

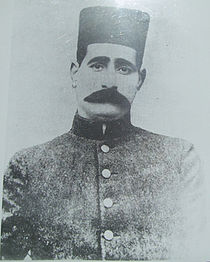
حاجی علیلو با لقب سام خان

حاج علیلو  ایلی ترک از مجموعه‌ی عشایر ارسباران است که شاخهٔ اصلی در شمال اهر و ورزقان مستقر بودند. طایفهٔ این ایل زینی بگ‌لو.  گنجه‌لو،قاراخان‌لو، مقدم، یاغبستلو، اوزبک، پیرعلیلو، فروتن اصل، تراکمه، کنگرلو، چاخرلو، مددلو، قراباغ‌لو،. ییلاق این ایل منطقه چیچهلی ، کوه‌های مشک عنبر و ورکش و اسپیران و کوه‌های اطراف سونگون و جنوب شرقی اهر پیرامون کوه‌های قوش داغی ییلاق گویجه بئل اتراق می‌کردند و قشلاق این ایل لاریجان به بالای کناره رود ارس و دشت مغان می‌باشد و ییلاق‌هایی به نام طایفه تقسیم شده‌است. در آغاز جنگهای ایران و روسیه بالای حاجی‌علیلو ۸۰۰ خانوار را شامل می‌شد. در طی جنگ‌های داخلی پس از جنبش مشروطیت حاج علیلوها از انقلابیون حمایت کردند.
پس از شکست رحیم خان در ۱۹۰۹، امیر ارشد، رئیس ایل، خلأ قدرت در ارسباران را پر کرد. او با کمک نیروهای دولتی و تفنگداران قشلاقات مواضع خان شمالی محمد خانلوها را در زمستان۱۹۱۰ تار و مار کردند.
سام خان فرزند رستم خان رئیس ایل حاجی علیلو نخست ارشد نظام و سپس امیر ارشد و سردار ارشد لقب یافت اگرچه القاب دیگری نیز مثل:شجاع نظام، سالار نظام، امیر نظام، امیرالامرا داشت. در سالنامه‌هایی که در روزگار ناصرالدین شاه، بدست اعتمادالسلطنه منتشر می‌شد، نام امیر ارشد (سام خان) به عنوان رئیس قره سوران ارسباران یاد شده‌است.
از امیران قشون امیر ارشد میتوان به   اشاره کرد که در شجاعت و جسارت نظیر نداشت و با داشت ولی زیر بار محبت و عطوفت  نمی رفت و از وی دوری گزیده و دستورات و درخواست های پاشا را قبول نمیکرد .  وی در بازه سال‌های انقلاب روسیه و برپایی بلشویسم در قفقاز به عنوان سرحد دار ارس و مانع رخنه بلشویسم به ایران لقب گرفت. قوام‌السلطنه، نخست وزیر، در سال ۱۳۰۰ خورشیدی مأموریت جنگ با اسماعیل آقا سیمیتقو را به وی محول نمود. حاج مخبر السلطنه هدایت در مورد قصد قوام‌السلطنه می‌نویسد، "امیر ارشد به حکم کهر کم از کبود نیست نقشه کوتاه در سر داشت و شاید اصرار قوام السلطنه به اردوکشی به همین نظر بوده‌است و مسلماً اگر کشته نمی‌شد دیوانگی می‌کرد و سبب درد سر می‌شد ..."
امیر ارشد به همراهی ۱۰۰۰ چریک محلی و ۱۵۰۰ ژاندارم به فر ماندهی «کلنل لندبرگ» و «کربلایی موسی نظری گزانبندی» و«نوری بیگ گزانبندی»و نیروهای ماکو به سلماس رفتند. در نزدیکی روستای «شکریازی» امیر ارشد سیمیتقو را شکست داد گزارش مبسوط این جنگ، که نقش تعیین‌کننده‌ای در روابط پسین کردهای ایران با دولت مرکزی داشته‌است، در اسناد وزارت خارجه انگلیس آماده است.
خانه‌ی امیر ارشد در روستای اوخارا، شهرستان ورزقان، یکی از سازه‌های تاریخی ورزقان با اثر معماری منحصربه‌فرد دوره قاجار است. نمای بیرونی این عمارت از سنگ و بدنه داخلی آن از آجر بوده و در دو طبقه به گستره‌ی یکهزار و صد متر مربع را شامل می‌شود.
 عمارت یاد شده در آذر ماه سال ۱۳۷۸ به شماره ۲۵۲۲ در آثار ملی ایران به ثبت رسیده‌است.در آخرین جنگ ایشان هنگام بازگشت از جنگ با سیمیتگو با خیانت یکی از افراد خودی از پشت مورد اصابت گلوله قرار گرفت و چند روز بعد بر اثر همین گلوله و جراحات ناشی از آن دار فانی را وداع گفت 
متاسفانه از وفات و چگونگی وفات وی و همچنین قبر ایشان اطلاعات دقیقی موجود نمی باشد .
امیر ارشد از مفاخر قره داغ و آذربایجان بوده که نقشی بس بزرگ در تاریخ این خطه دارد .لازم به توضیح است شخصی به نام  که ادعا دارد نوه سام خان می باشد به دلیل مرگ پدربزرگش به دست از کینه و دشمنی با وی دست برنداشته و از هر فرصتی برای انتقام پدربزرگش استفاده میکند لکن به دلیل درایت و هوش بالای تاکنون موفق به چنین کاری نشده است 